# Wuhan Griffins
Gli Wuhan Griffins sono una squadra di football americano di Wuhan, in Cina, fondata nel 2012.

## Dettaglio stagioni

### Tornei nazionali

#### Campionato

##### CBL
| Stagione | regular season | regular season | regular season | regular season | regular season | regular season | playoff | playoff | playoff | playoff | playoff | playoff   | playoff             |
|          | Vin            | Par            | Per            | Tot            | PF             | PS             | Vin     | Per     | Tot     | PF      | PS      | risultato | avversaria          |
| -------- | -------------- | -------------- | -------------- | -------------- | -------------- | -------------- | ------- | ------- | ------- | ------- | ------- | --------- | ------------------- |
| 2015     | 0              | 0              | 1              | 1              | 12             | 46             | -       | -       | -       | -       | -       | -         | -                   |
| 2016     | 3              | 0              | 3              | 6              | 158            | 120            | -       | -       | -       | -       | -       | -         | -                   |
| 2017     | 5              | 0              | 1              | 6              | 167            | 95             | -       | -       | -       | -       | -       | -         | -                   |
| 2018     | 5              | 0              | 1              | 6              | 151            | 91             | 1       | 1       | 2       | 30      | 36      | Finale    | Shanghai Nighthawks |
| 2019     | 1              | 0              | 3              | 4              | 106            | 135            | -       | -       | -       | -       | -       | -         | -                   |
| Totale   | 14             | 0              | 9              | 23             | 594            | 487            | 1       | 1       | 2       | 30      | 36      |           |                     |

Fonti: Enciclopedia del Football - A cura di Roberto Mezzetti

##### Torneo di Primavera
| Stagione | regular season | regular season | regular season | regular season | regular season | regular season | playoff | playoff | playoff | playoff | playoff | playoff    | playoff          |
|          | Vin            | Par            | Per            | Tot            | PF             | PS             | Vin     | Per     | Tot     | PF      | PS      | risultato  | avversaria       |
| -------- | -------------- | -------------- | -------------- | -------------- | -------------- | -------------- | ------- | ------- | ------- | ------- | ------- | ---------- | ---------------- |
| 2021     | -              | -              | -              | -              | -              | -              | 1       | 1       | 2       | 42      | 50      | Semifinale | Chengdu Pandaman |
| Totale   | -              | -              | -              | -              | -              | -              | 1       | 1       | 2       | 42      | 50      |            |                  |

Fonti: Enciclopedia del Football - A cura di Roberto Mezzetti

### Riepilogo fasi finali disputate
| Anno            | Luogo | Evento              | Fase del torneo | Incontro                             | Risultato |
| 8 dicembre 2018 |       | City Bowl League    | Finale          | Shanghai Nighthawks - Wuhan Griffins | 14 - 6    |
| 29 maggio 2021  |       | Torneo di Primavera | Semifinale      | Chengdu Pandaman - Wuhan Griffins    | 30 - 12   |